# حشمتية (بهمن)
حشمتية (بالفارسية: حشمتیه) هي قرية تقع في إيران في الناحية المركزية، قسم بهمن الريفي. يبلغ عدد سكانها حسب إحصاء السكان عام 2006 ميلادية 1,095 نسمة في 242 عائلة.